# اچ‌دی ۸۱۱۰۱
اچ‌دی ۸۱۱۰۱ یک ستاره است که در صورت فلکی شاه‌تخته قرار دارد. این ستاره با نام کی کارینا (به انگلیسی: k Carinae) هم شناخته می‌شود. کی کارینا یک ستاره غول زرد با قدر ظاهری ۴٫۷۹+ است و فاصله آن با زمین تقریباً ۲۲۳ سال نوری است.